# Стадион Хорхе Гонзалез
Стадион Хорхе Гонзалез (шп. Estadio Nacional Jorge "Mágico" González) је стадион у Сан Салвадору, раније име Флор Бланка, то је олимпијски стадион Салвадора. Игре Централне Америке и Кариба су се овде одржавале 1935. и 2002. и Централноамеричке игре 1977. и 1994. године. То је други највећи стадион у Салвадору и пети по величини у Централној Америци и на Карибима. Стадион служи углавном за одигравање фудбалских утакмица, како у вишој лиги тако и у другим категоријама одржавају се и друголигашке, студентске игре и атлетска такмичења, како национална тако и међународна.

## Историјат
Естадио Насионал је 1932. године изградио Максимилиано Хернандез Мартинез за Централноамеричке и карипске игре 1935. Име Флор Бланка је добило име по локацији стадиона (49 Норт Авенуе, Колонија Флор Бланка, Сан Салвадор).
2002. године, у част 70. годишњице изградње и организације Игре Централне Америке и Кариба 2002., је била највећа реновација до сада, где је удвостручила свој почетни капацитет и потпуно модернизована. Реновирање подразумева постављање 20.000 седишта ради удобности гледалаца и стазе за модерније и постављање функционалног Тартан централе, где су направљени најзначајнији атлетска такмићења на превлаци.
Године 2006, 74 године након изградње, влада председника Елијаса Антонија Саке Гонзалеса, одлучује да промени име у „Национални стадион Хорхе "Магико" Гонзалес", по фудбалеру у Ел Салвадору.

## Значајни догађаји
- Игре Централне Америке и Кариба 1935.
- Конкакафов шампионат 1963.
- Игре Централне Америке и Кариба 2002.
- 2006. Шакира Орал фикшн тур
- 2016. Ајрон мејден Ворлд тур